# Shimao International Plaza
Shimao International Plaza is een wolkenkrabber van 60 verdiepingen hoog in Shanghai, China.

## Uiterlijk en ontwerp
De hoogte van het dak is 246,5 meter, met de antennes meegerekend is de toren 333,3 meter hoog. Het gebouw is ontworpen door Ingenhoven, Overdiek und Partner, East China Architecture en Design Institute en het wordt gebruikt als hotel en kantoorpand. Het gebouw staat op een gedeelde 21ste plaats van hoogste gebouwen ter wereld.

### Hotel
De toren is sinds november 2006 in gebruik als 5-sterren hotel met 761 kamers (over de bovenste 48 verdiepingen), tien restaurants en een groot conferentiecentrum. Op de bovenste verdiepingen is een bar ondergebracht. De restaurants en het conferentiecentrum zijn gevestigd in de onderbouw. Daaronder is een groot exclusief winkelcentrum gevestigd over negen verdiepingen. Aan de Nanjing Lu zijn ook winkels voorzien. De ingang van het hotel is een straat erachter, aan de Jiujiang Lu.